# 자바 (프로그래밍 언어)
자바(영어: Java)는 썬 마이크로시스템즈의 제임스 고슬링(James Gosling)과 다른 연구원들이 개발한 객체 지향적 프로그래밍 언어이다. 1991년 그린 프로젝트(Green Project)라는 이름으로 시작해 1995년에 발표했다. 처음에는 가전제품 내에 탑재해 동작하는 프로그램을 위해 개발되었지만 현재 웹 애플리케이션 분야에 가장 많이 사용하는 언어 중 하나이고, 안드로이드를 비롯한 모바일 기기용 소프트웨어 개발에도 널리 사용되고 있다. 현재 버전 20까지 출시했다.
자바의 개발자들은 유닉스 기반의 배경을 가지고 있었기 때문에 문법적인 특성은 파스칼이 아닌 C++의 조상인 C 언어와 비슷하다. 자바를 다른 컴파일언어와 구분 짓는 가장 큰 특징은 컴파일된 코드가 플랫폼 독립적이라는 점이다. 자바 컴파일러는 자바 언어로 작성된 프로그램을 바이트코드라는 특수한 바이너리 형태로 변환한다. 바이트코드를 실행하기 위해서는 JVM(자바 가상 머신, Java Virtual Machine)이라는 특수한 가상 머신이 필요한데, 이 가상 머신은 자바 바이트코드를 어느 플랫폼에서나 동일한 형태로 실행시킨다. 때문에 자바로 개발된 프로그램은 CPU나 운영 체제의 종류에 관계없이 JVM을 설치할 수 있는 시스템에서는 어디서나 실행할 수 있으며, 이 점이 웹 애플리케이션의 특성과 맞아떨어져 폭발적인 인기를 끌게 되었다.

## 역사
자바 언어는 1991년 6월 셋톱 프로젝트를 위해 제임스 고슬링(James Gosling)이 만들었다. 이 언어는 원래 제임스 고슬링의 사무실 밖에 있던 오크 나무를 따다 오크(Oak), 혹은 그린(Green) 이라고도 불렀으나, 단어 리스트 중 무작위로 뽑은 자바(Java)를 선택했다. 고슬링의 목표는 C/C++ 스타일의 언어와 가상 머신을 구현하는 것이었다. 첫 공개 자바 버전은 1995년의 자바 1.0이었다. 한 번 쓰고 어느 곳에도 실행 "Write Once, Run Anywhere"하는 것을 약속하였고 인기 플랫폼에 무료 런타임을 제공하였다. 이 플랫폼은 꽤 안정성을 지녔고 보안 시스템은 여러 설정을 통해 네트워크 및 파일 접근을 통제할 수 있었다. 대부분의 브라우저들은 곧 자바 애플릿(Java Applet)을 웹 페이지 안에서 실행할 수 있었고 자바의 인기는 급상승했다. 자바 2(JDK 1.2 ~ 1.4)의 출현으로 여러 다양한 플랫폼에서 사용할 수 있는 설정(Configuration)들을 만들었다. 예를 들어 J2EE는 엔터프라이즈 애플리케이션을 실행할 수 있고, J2ME는 모바일 애플리케이션을 실행할 수 있다. J2SE는 스탠다드 에디션으로 지정되었다. 2006년에 마케팅용으로 Java EE, Java ME, Java SE 순서대로 명칭을 바꾸었다.
썬 마이크로시스템즈는 1997년 ISO/IEC JTC1 표준화 그룹, 그리고 나중에는 ECMA International 그룹과 접촉하여 정식 승인을 받으려 했으나 곧 이 프로세스에서 철수했다. 자바는 사실상 (de facto)의 표준이며 자바 커뮤니티 프로세스(Java Community Process)를 통해 관리되고 있다. 썬 마이크로시스템즈는 자바의 대부분을 무료로 배포하였으나 오픈이 아닌 사유 소프트웨어였다. 썬 마이크로시스템즈는 자바 엔터프라이즈 시스템 같은 특정 라이선스를 팔아서 수입을 올렸다. 썬(SUN) 사는 자사의 개발용(소프트웨어 개발 키트 (SDK))과 개발용의 일부인 실행용(자바 런타임 환경, JRE)을 구분한다. 실행용에는 컴파일러, 유틸리티 및 여러 개발용 헤더 파일이 포함되어 있지 않다.
2006년 11월 13일 썬 마이크로시스템즈는 대부분은 자바를 GPL 라이선스로 소스를 오픈하였으며 2007년 5월 8일 이 과정을 마쳤다. 썬 마이크로시스템즈가 권한을 가지고 있지 않은 대부분의 코어 부분을 오픈하였다. 2009년 4월 20일 제작사인 썬 마이크로시스템즈가 오라클과 인수 합병됨에 따라 자바에 대한 권리 및 유지보수 또한 오라클로 넘어가게 되었다.

Duke 자바 마스코트

### 버전
자바의 버전은 보통 Java SE 또는 JDK/JRE의 버전으로 말한다.
JDK(Java Development Kit)는 표준 라이브러리를 포함하며, JDK 버전이 바뀜에 따라 이 라이브러리가 확대되고 API가 바뀐다. 초기 1.0/1.1 버전에서 JDK/JRE의 명칭을 사용하다가 Java 1.2가 발표되면서 J2SDK/J2RE라고 개명하여 사용했으나 기존의 명칭으로 사용하는 사람들이 많아 현재는 다시 JDK/JRE의 명칭으로 돌아왔다. 또한 J2SE(Java2 Standard Edition)라는 명칭 또한 Java SE(Java Standard Edition)로 변경되었다.
자바 버전 체계의 메이저 버전(소수점 위)이 계속 1.x로 고정되어 마이너 업데이트로 여기는 경우들이 있어 1.5 버전부터 5.0(1.5), 6(1.6)의 형태로 제품 버전을 코드 버전과 별개로 발표하고 있다.
언어 자체는 자바 언어 명세(Java Language Specification, JLS)에서 정의되며, 판(edition)으로 구분한다. JDK가 확장되는 동안 언어는 2판에서 거의 변화가 없었으나, JDK 5와 함께 바뀐 JLS 3판에서 제네릭(generic) 타입, 애너테이션(annotation) 같은 기능이 도입되면서 상당히 바뀌었다.
JDK 7에서는 자바 언어에 상당한 변화가 계획되어 있었으나 JDK 7로 예정되었던 변화가 JDK 7과 JDK 8로 나뉘면서 JDK 7에는 상대적으로 사소한 언어 특성만이 추가되었다. 구체적으로 이진수 표기 추가, 가독성을 위해 수 표기에 밑줄(underscore)을 허용, 스위치 문(switch에서 문자열 사용, 제네릭 타입 객체 생성 시 타입 추론(type inference), 자동 자원 해제를 위한 try 문법, 여러 예외 타입을 동시에 잡도록 허용하는 문법 등이 추가되었다.
JDK 9는 사업적으로 엄청난 변화가 있었다. 언어적인 변화보단 사용방법이 바뀌었다. 먼저 사업적으로 사용이 안된다. 이게 무슨뜻이냐면 Java 8 까진 사업적으로 가능한데 JDK 9부터 안된다는 뜻이다. 한마디로 돈을 받고 Java 프로그램을 팔수 없게된다. 하지만 사업이 아닌 개인용 & 학생용은 16까지 가능하다
| 버전             | 날짜             |
| ---------------- | ---------------- |
| JDK 베타         | 1995             |
| JDK 1.0          | 1996년 1월 23일  |
| JDK 1.1          | 1997년 2월 19일  |
| J2SE 1.2         | 1998년 12월 8일  |
| J2SE 1.3         | 2000년 5월 8일   |
| J2SE 1.4         | 2002년 2월 6일   |
| J2SE 5.0         | 2004년 9월 30일  |
| Java SE 6        | 2006년 12월 11일 |
| Java SE 7        | 2011년 7월 28일  |
| Java SE 8 (LTS)  | 2014년 3월 18일  |
| Java SE 9        | 2017년 9월 21일  |
| Java SE 10       | 2018년 3월 20일  |
| Java SE 11 (LTS) | 2018년 9월 25일  |
| Java SE 12       | 2019년 3월 19일  |
| Java SE 13       | 2019년 9월 17일  |
| Java SE 14       | 2020년 3월 17일  |
| Java SE 15       | 2020년 9월 15일  |
| Java SE 16       | 2021년 3월 16일  |
| Java SE 17 (LTS) | 2021년 9월 14일  |
| Java SE 18       | 2022년 3월 22일  |
| Java SE 19       | 2022년 9월 21일  |
| Java SE 20       | 2023년 3월 21일  |

## 철학
자바 언어는 다음 5가지의 핵심 목표를 지니고 있다.
1. 객체 지향 방법론을 사용해야 한다.
2. 같은 프로그램(바이트코드)이 여러 운영 체제(마이크로프로세서)에서 실행될 수 있어야 한다.
3. 컴퓨터 네트워크 접근 기능이 기본으로 탑재되어 있어야 한다.
4. 원격 코드를 안전하게 실행할 수 있어야 한다.
5. 다른 객체 지향 언어들의 좋은 부분만 가지고 와서 사용하기 편해야 한다.

자바는 초기 설계부터 객체 지향 언어(객체 지향 프로그래밍)로 설계되었다. C가 C++로 진화한 것과는 차이가 있다. 그리고 같은 코드로 어떤 마이크로프로세서에서나 실행되기를 원했다. 따라서 자바만의 실행 코드인 바이트코드라는 중간 코드를 컴파일러에 의해 생성한다. 그리고 자바 가상 머신(JVM)에 의해 해석되어 실행된다. 따라서 C/C++ 코드로 작성되어 생성된 코드보다 일대일 상황이면 실행 속도가 느리다. 그러나 장점은 같은 코드로 다양한 플랫폼이나 운영 체제에서 실행될 수 있다는 점이다.

## 자바 실행 코드 생성 및 마이크로프로세서와 관계

JVM 구조. 소스코드는 바이트코드로 컴파일되어 생성, 코드 검증, JVM에 의해 해석되어 실행(interpreted) 또는 JIT-compiled로 직접 기계어 코드로 변환 실행. JRE(Java Runtime Environment)에 API와 JVM이 함께 만들어짐.

자바가 여러 개의 마이크로프로세서(CPU)에서 같은 코드가 실행되기 위해서는 C/C++의 프로그램의 실행 구조와는 다른 방식이 필요하다. C/C++가 특정 CPU의 기계어 코드를 직접 생성하면, 이 기계어 코드가 메모리에 적재되어 바로 실행된다. 따라서 C/C++는 CPU가 달라지면 컴파일러가 달라져야 한다. 임베디드 프로그램의 경우, gcc는 gcc 소스를 사용해서 특정 CPU를 지정하고, 컴파일러(x86 플랫폼에서)로 크로스 컴파일러를 만들 수 있다. x86 리눅스용 프로그램 만든다면, x86 컴파일러를 만들 수 있다. ARM용 프로그램이라면 ARM을 지정하고 컴파일러 소스를 컴파일러(x86에서 실행되는)로 ARM용 크로스 컴파일러를 만들 수 있다. 만약 gcc를 사용하고 싶지 않거나 gcc 컴파일러가 없다면, 특정 CPU 개발 도구는 구입을 해서 사용한다. 그러나 자바는 같은 코드를 사용하여 다른 CPU에서 실행되도록 하기 위해 직접 CPU의 기계어 코드를 생성해서는 안 된다. 그 대신 자바는 바이트코드(Java bytecode)라는 것을 생성한다. 이것을 자바 가상 머신(JVM, Java virtual machine)이 해석을 하여 실행한다. 자바 가상 머신이 인터프리터가 되어 코드 해석 방식의 실행을 함으로써, 같은 바이트코드를 가지고 여러 가지의 CPU에서 실행이 가능해진다. JVM은 CPU와 직접적 관계가 있으므로 이것은 CPU의 기계어 코드로 이루어진다.

### 자바 실행 모델과자바 바이트코드의 예
자바의 실행 방식은 스택 실행 방식 언어(stack-oriented programming language)를 생각할 수 있다.
```
int
 
main
()

{

  
int
 
a
 
=
 
10
;

  
int
 
b
 
=
 
20
;

  
int
 
c
;

   
c
 
=
 
a
 
+
 
b
;

   
printf
(
"%d"
,
 
c
);

   
// 991

}

```

이것을 C/C++를 x86 프로세서용 컴파일러로 컴파일하면, 컴파일러와 최적화 등에 따라 다를 수 있지만 다음과 같은 예의 코드가 생성될 수 있다. C 언어에서 실행할 때, 지역변수는 스택이나 CPU의 레지스터를 이용한다. 스택이냐 레지스터냐는 개발 도구의 옵션에서 설정하는 최적화와 함수 내의 변수의 숫자와 관련이 있다. 함수의 블록이 시작되면 레지스터를 스택에 대피시키고, EBP를 스택의 포인터 값으로 설정하여 변수의 베이스 주소로 사용한다. 스택을 이용한다면 다음과 같은 어셈블리 결과를 생각할 수 있다.
x86 프로세서에서 어셈블리어 코드 예는:
```
 
mov
 
eax
,
 
DWORD
 
PTR
 
4
[
ebp
]

 
mov
 
edx
,
 
DWORD
 
PTR
 
8
[
ebp
]

 
add
 
eax
,
 
edx

 
mov
 
DWORD
 
PTR
 
12
[
ebp
],
 
eax

```

이 코드는 2개의 정수형 숫자를 더해 다른 곳에 넣는 과정이다. 메모리에 적체된 코드를 x86이 읽어 실행시킬 수 있는 기계어로 일대일 대응된다. bp 레지스터는 CPU의 스택을 베이스로 한 포인터 레지스터이다. 주로 지역변수로 선언된 경우 스택을 사용한다.
그러나 자바에서 보면:
```
0 iload_1
1 iload_2
2 iadd
3 istore_3
```

2개의 숫자를 더하기 위해 스택에 넣고, 다시 스택에서 꺼내서 더한다. 더한 값을 다시 스택에 넣는다.
이 코드는 특정 CPU의 기계어 코드가 아니라, 자바 고유의 기계어로 생각할 수 있는 코드 형태이다. JVM이 읽어 해석한 후, 해당 코드의 기능을 수행한다.

## 예제

### Hello world
다음은 자바를 사용해 작성한 전통적인 Hello world 프로그램이다.
```
public
 
class
 
HelloWorldApp
 
{
 
//클래스. 메소드를 넣을 수 있다.

  
public
 
static
 
void
 
main
(
String
[]
 
args
)
 
{
 
//메인 메소드의 시작지점이며 public 없이는 작동하지 않는다.

    
System
.
out
.
println
(
"Hello World!"
);
 
// Hello World를 출력한다. 하지만 Console이라는 구문이 따로있다.

  
}
 
// 메소드의 끝. 다른 메소드가 붙을 수 있다.

}
 
// 클래스의 끝. 다른 클래스가 붙을 수 있으나 해당 클래스는 public 이   붙어있지 않아야한다

```

소스 파일명은 반드시 파일 내의 public class 이름과 동일해야 하며, 파일 확장자는 .java이어야 한다. 예를 들면, 만약 public class 이름이 HelloWorldApp이라면, 파일명은 반드시 HelloWorldApp.java가 되어야 한다.
이 자바 파일이 동작하기 위해서는 자바 컴파일러를 통해서 바이트코드로 컴파일되어 같은 이름의 .class 파일, 즉, HelloWorldApp.class가 생성되어야 한다. 컴파일된 class 파일은 자바 가상 머신을 통해 실행이 가능하다.

리눅스/유닉스 터미널 (혹은 윈도우 cmd)에서 자바 파일을 컴파일한 후 실행하는 방법 예제)

- 컴파일: 자바 컴파일러 사용 (예, javac)

```
javac HelloWorldApp.java
```

컴파일 후에는 같은 이름의 class 파일인 HelloWorldApp.class가 생성된다.
- 실행: 자바 가상 머신 사용 (예, java)

```
java HelloWorldApp
```

실행 시에는 확장자인 .class를 붙이지 않는다.
- 결과

```
Hello World!
```

## 자바 라이브러리
자바 라이브러리(Java Library)는 Java 언어에 대한 라이브러리이다. org, net, javax, java와 같은 도메인 Import를 추가시켜 준다.

## 자바 파생응용 분야
- 자바 서버 페이지(JSP, JavaServer Pages)
- 안드로이드 (운영 체제)

한편 안드로이드는 자바 VM에 해당하는 달빅계열하에 오픈 자바 클래스를 기반으로한 API로 프로그래밍을 함으로 이 경우 특수한 경우의 자바 프로그래밍이라고 부를수있다.

## 같이 보기
- 자바 (소프트웨어 플랫폼)
- 자바 버전의 역사
- 자바 가상 머신
- 자바와 C++의 비교
- GNU 클래스패스